# Nikola Sekulov
Nikola Sekulov, né le 18 février 2002 à Plaisance en Italie, est un footballeur italien, qui évolue au poste de milieu de terrain à l'UC Sampdoria, en prêt de la Juventus FC.

## Carrière

### En club
Ayant commencé le foot dans sa villa natale de Piacenza, il rejoint en 2016 le centre de formation de la Juve, dont il est un des éléments les plus prometteurs.

### En équipe nationale
Né en Italie, de parents macédonien, Sekulov évolue d'abord dans les sections de jeune du pays des Balkans, des moins de 15 au moins de 17 ans, avant de finalement opter pour les sélections italiennes.
Avec l'équipe d'Italie des moins de 17 ans, il participe au championnat d'Europe des moins de 17 ans en 2019 qui se déroule en Irlande. Il est il joue quatre matchs lors de cette compétition. Son équipe atteint la finale face aux Pays-Bas. Il participe à cette rencontre mais l'Italie s'incline ce jour-là (4-2).

## Palmarès

### En sélection
- Finaliste du championnat d'Europe des moins de 17 ans en 2019 avec l'équipe d'Italie des moins de 17 ans.